# 史诗剧

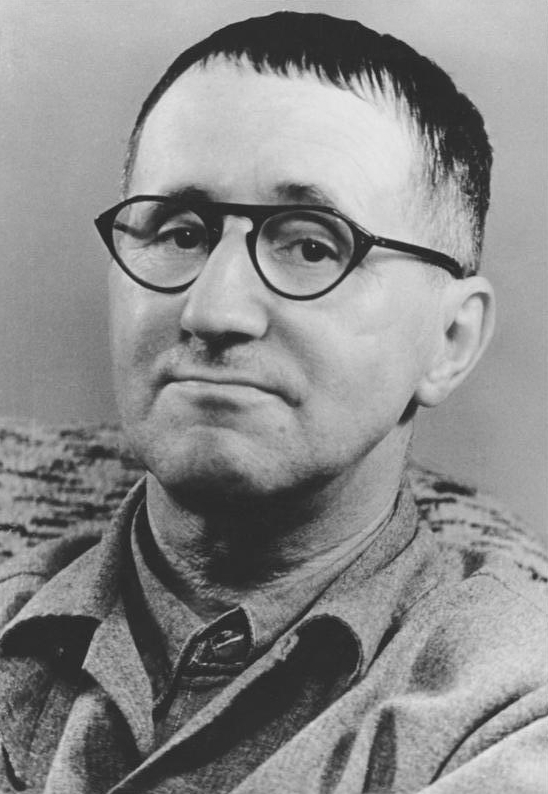
史诗剧的領袖人物貝托爾特·布萊希特

史诗剧（德语：episches Theater）是20世纪初至中叶兴起的一场戏剧运动，由一批戏剧从业者通过创作新的政治戏剧来应对当时的政治气候，提出理论和实践。 史诗戏剧并不是指作品的规模或范围，而是指它所采用的形式。史诗剧通过各种技巧强调观众的视角和对作品的反应，这些技巧有意让他们以不同的方式单独参与 。史诗剧的目的不是鼓励观众放下怀疑，而是强迫他们看清自己的世界。